# Ashigaru

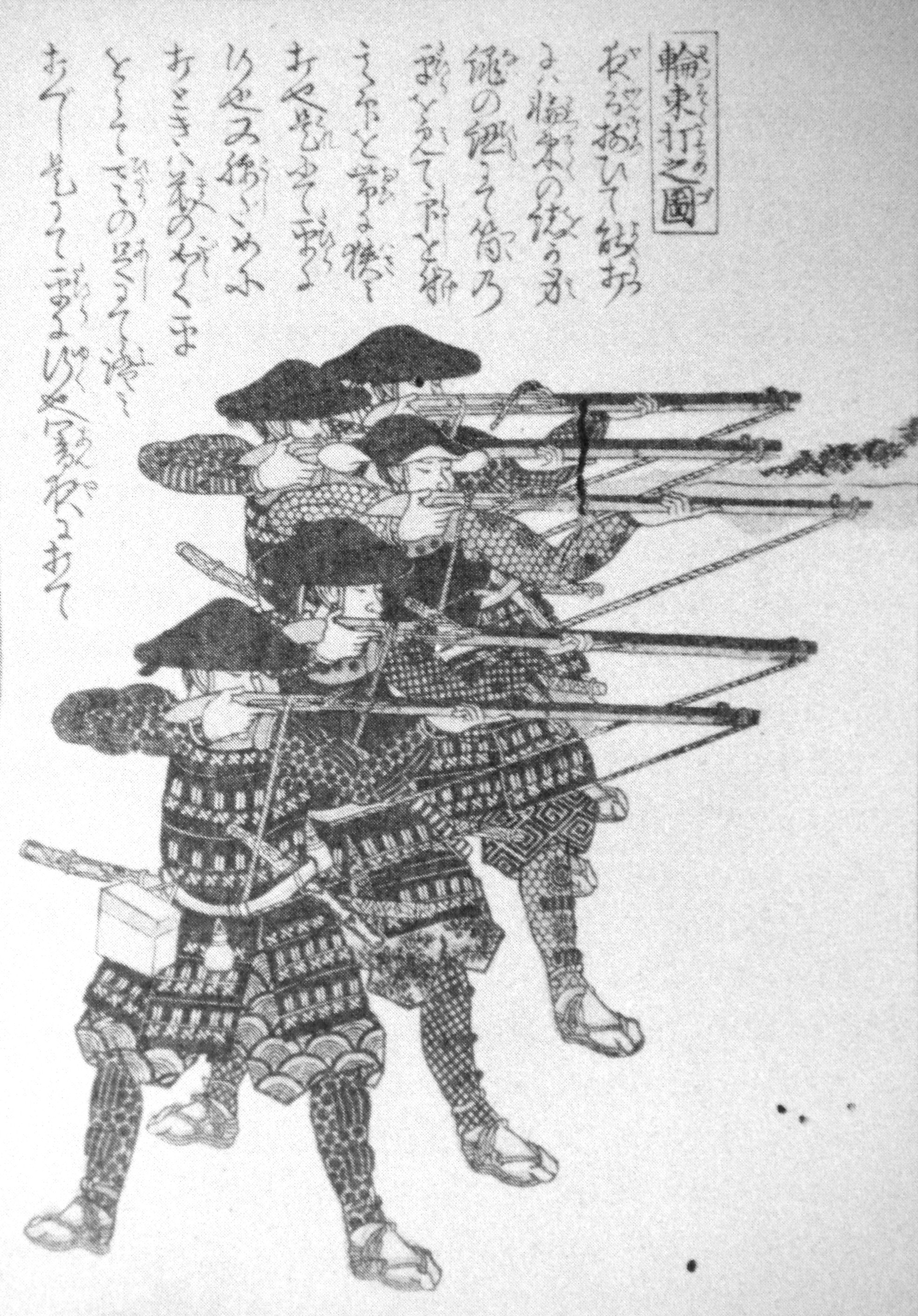
Ashigaru equipado com armadura e jingasa a disparar com tanegashima.

Os Ashigaru (pé ligeiro ou pé leve) (足軽) eram soldados de infantaria que eram utilizados pelos samurai no período feudal do Japão. A primeira referência conhecida aos ashigaru data do século XIV, mas foi durante o Shogunato Ashikaga-Período Muromachi que a utilização dos ashigaru se tornou comum entre os diferentes grupos de guerreiros.

## Origem
O imperador japonês Tenmu (673-86) tentou criar um exército nacional através do recrutamento,  sem sucesso, e por volta do século X a base de formação das tropas era a cessão de homens pelos grandes fazendeiros. Estes, que também possuíam cavalos, deram início à classe de samurais, e os seus camponeses tornavam-se nos soldados de infantaria durante o tempo de guerra. Estes soldados a pé mantinham um grande relacionamento com os donos das terras, para além de fortes laços de lealdade, que já duravam há muitas gerações.
Os donos das terras samurai e os seus soldados camponeses lutaram em muitos conflitos e guerras incluindo as invasões Mongóis em 1274 e 1281. Os constantes conflitos entre os séculos XIV e XVI, levaram à necessidade de contratação e utilização de soldados sem laços com os donos das terras -os mercenários. Estes eram de difícil controlo e tinham pouco treino militar, não sendo possível contar com eles durante um combate. No entanto, foram estes mercenários pontuais que se tornariam nos ashigaru.

## Armadura e armamento

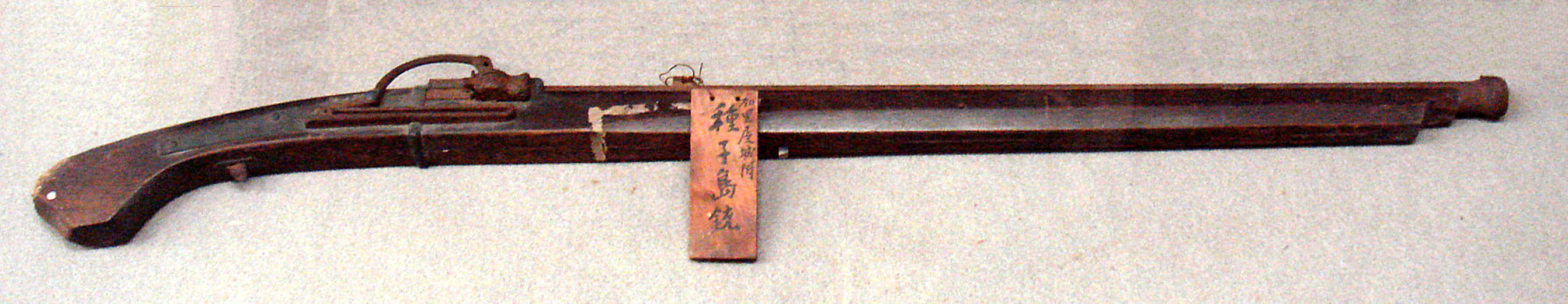
Tanegashima utilizada pelos ashigaru.

Os Ashigaru estavam armados com naginata, yari, yumi e espadas japonesas. No Japão, a armadura dos Ashigaru variou consoante o período, desde a a sua ausência até uma bastante pesada. Podiam consistir de um tipo de chapéus cónico designado por jingasa feitos de couro endurecidos e lacados ou ferro; armadura peitoral (dou ou dō); elmo (kabuto); capuz (tatami zukin); mangas (kote); protecção do queixo (suneate); e protecção das coxas (haidate). 
As batalhas do período Sengoku (séculos XV e XVI) requeriam que fosse fabricado um grande volume de armaduras para cada novo exército de ashigaru. Munições de fraca qualidade  (okashi), protecções peitorais (dou or dō) e elmos (kabuto) eram fabricados em larga escala, incluindo armaduras tatami que podiam ser dobradas. As armaduras Tatami eram feitas com pequenas placas rectangulares (karuta) ou hexagonais (kikko) ligadas entre elas por correntes (kusari) e ligadas a um interior de tecido. No século XVI, os ashigaru estavam também equipados com a tanegashima, uma arma de fogo tipo arcabuz.  Por detrás dos seus elmos, nas costas, podiam usar umas pequenas bandeiras designadas por sashimono que serviam para identificá-los durante as batalhas.

## Fim do recrutamento
Após o início do Xogunato Tokugawa, o recrutamento dos ashigaru diminuiu drasticamente. Depois da subida ao poder de Oda Nobunaga, os ashigaru foram, gradualmente, tornando-se profissionais, afastando-se da imagem de soldados recrutados junto de camponeses. Quando do começo do período Edo, os ashigaru passaram a ser a classe mais baixa dos samurais, e a utilização do recrutamento foi abandonada por mais de 200 anos no Japão.

### Galeria

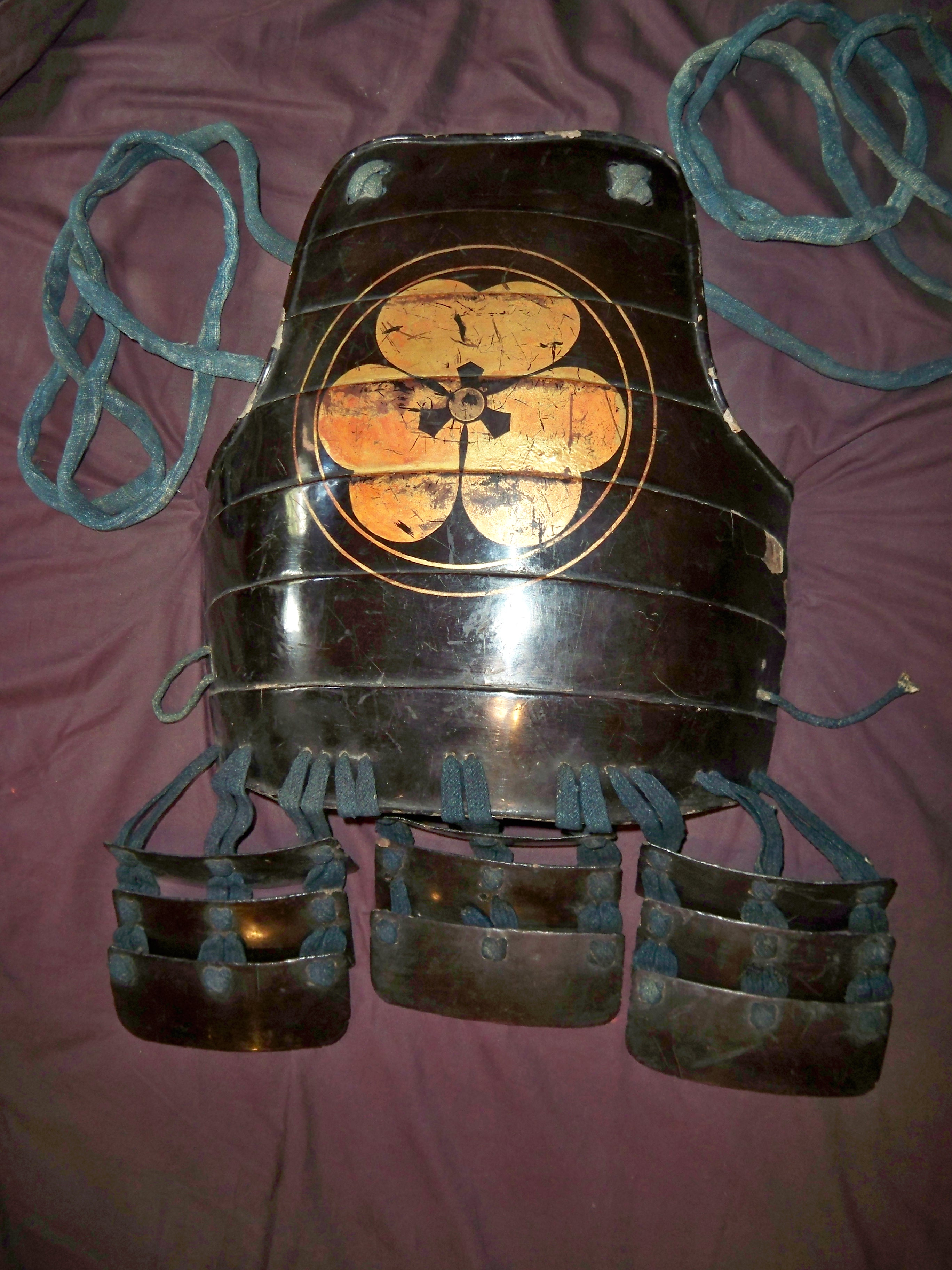
Período Edo: protecção de peito
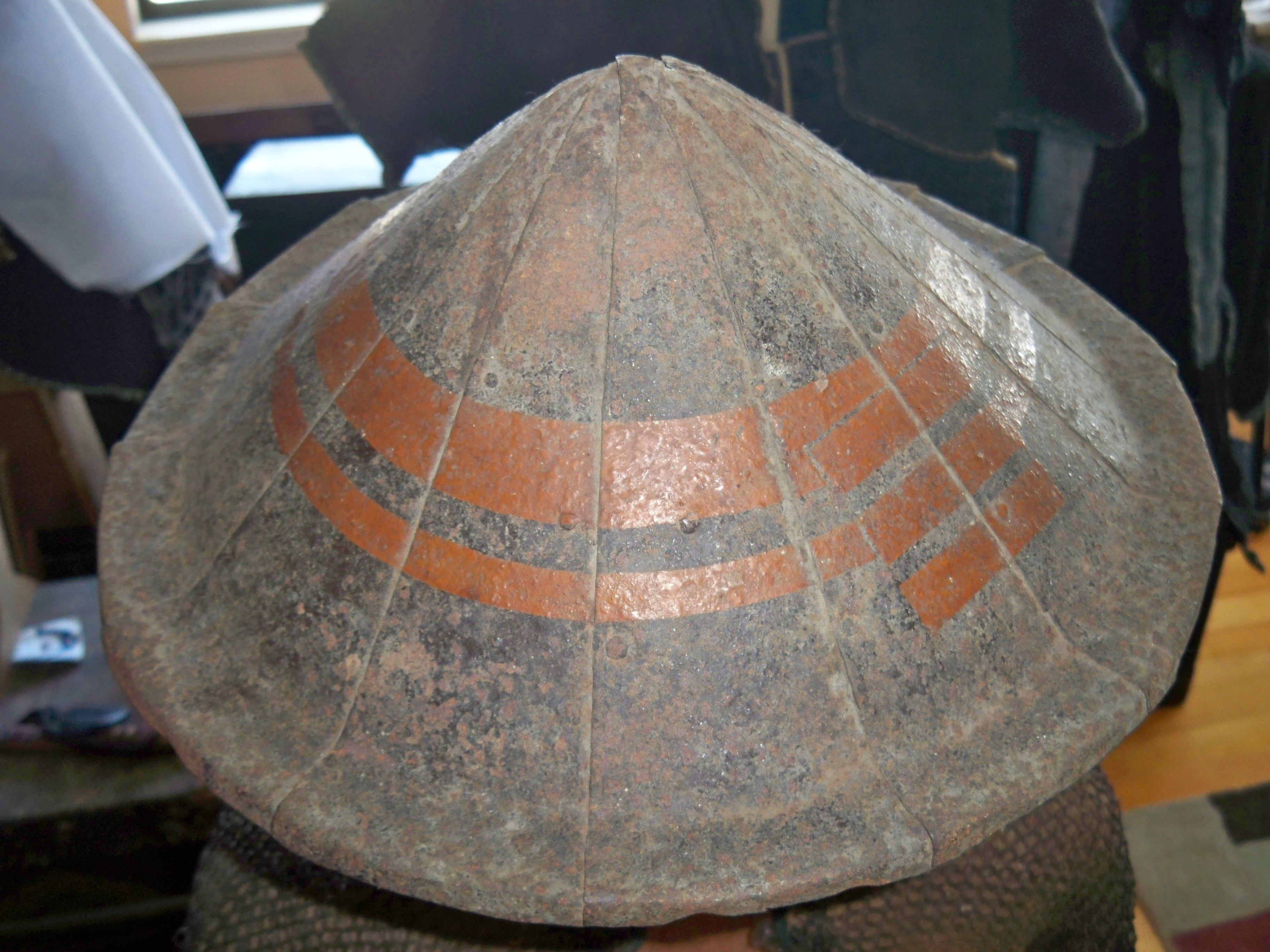
Período Edo: chapéu de ferro. jingasa.
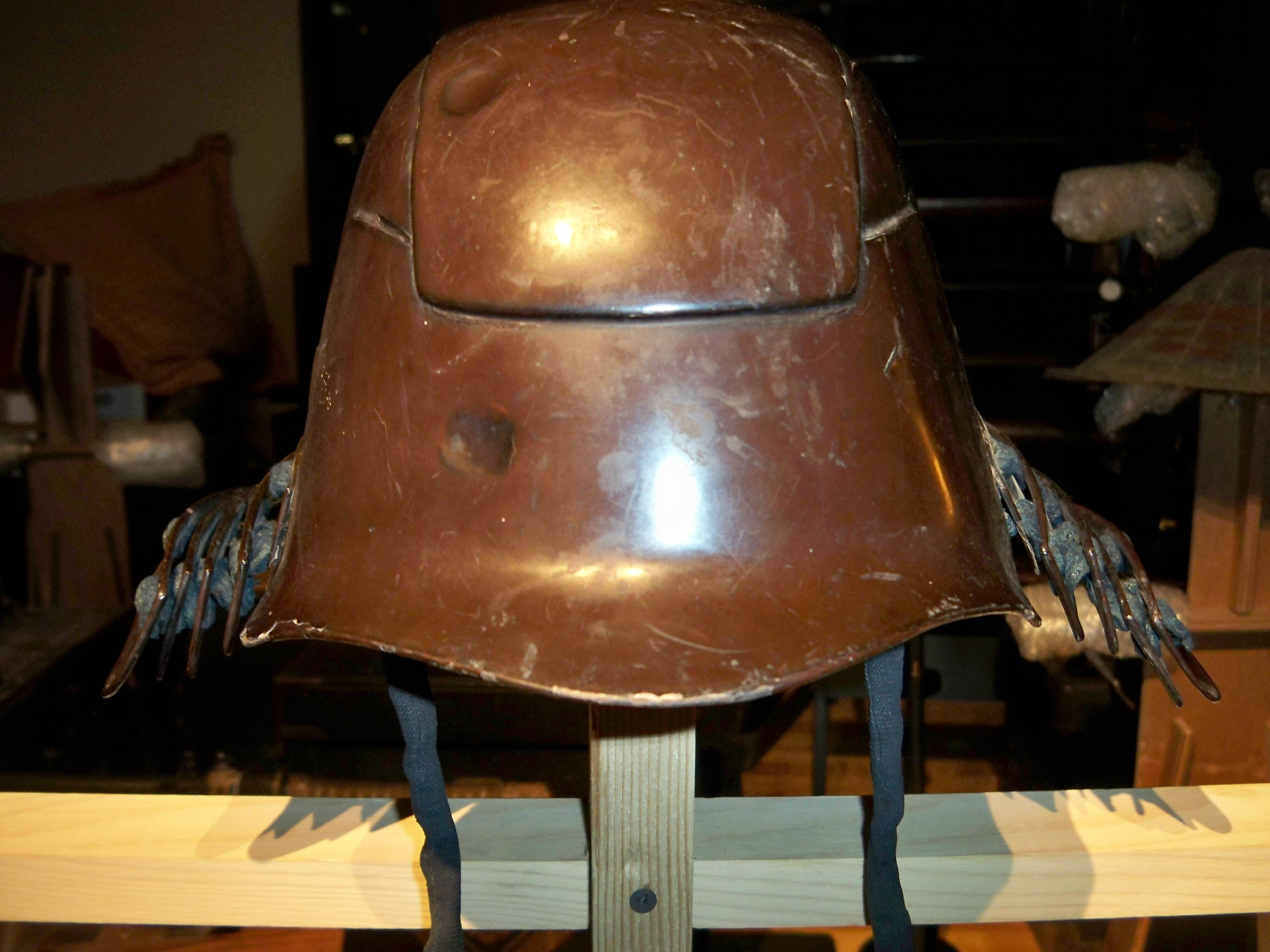
Período Edo: elmo de ferro Kabuto dos zunari, liso sem brasão no peito.
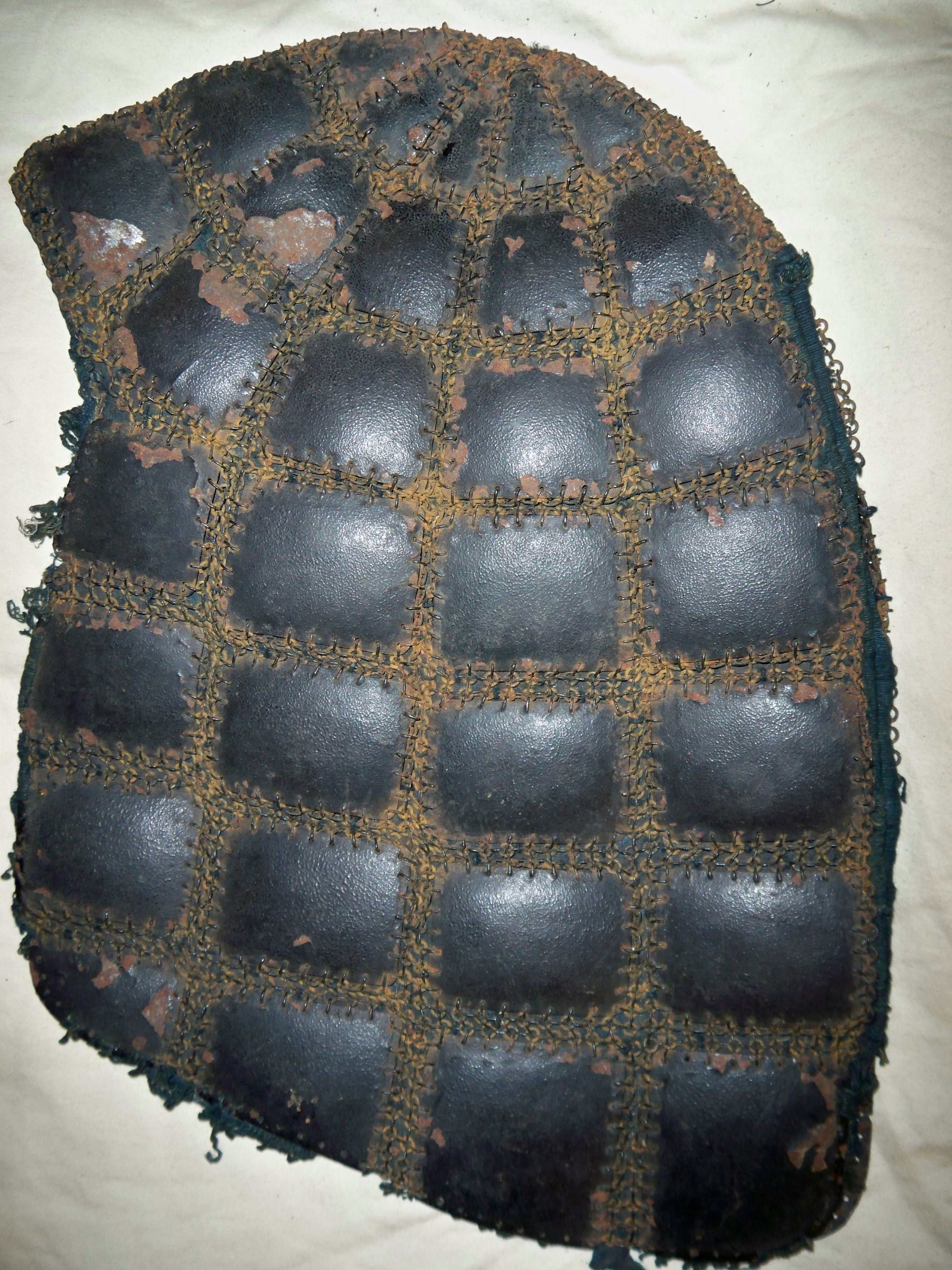
Período Edo: karuta zukin, tipo de armadura usada pelos ashigaru.
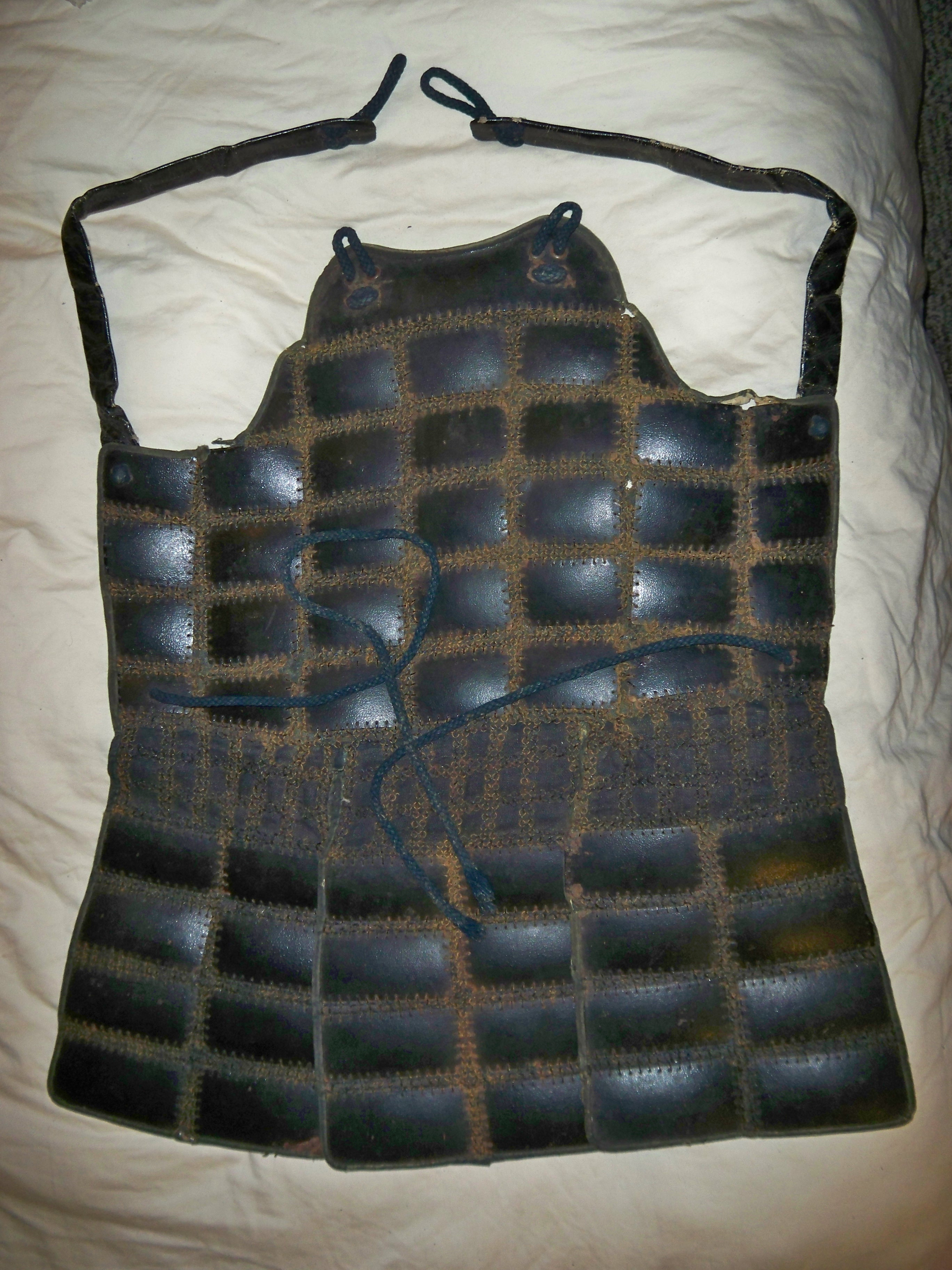
Período Edo: karuta tatami dou ao estilo hara-ate, tipo de armadura usada pelos ashigaru.
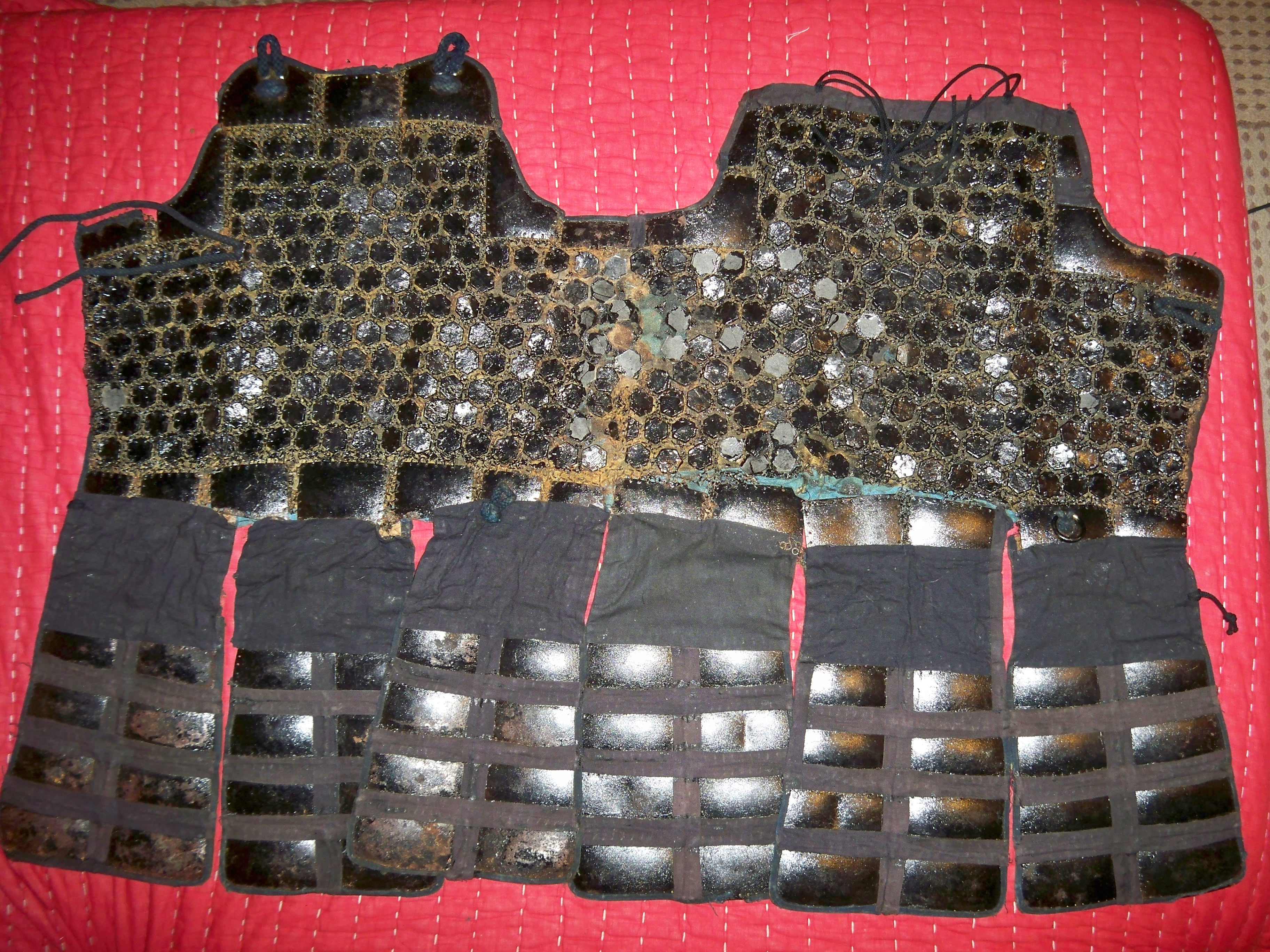
Período Edo: kikko tatmi dou. Protecção de peito completa com pequenas placas hexagonais kikko.
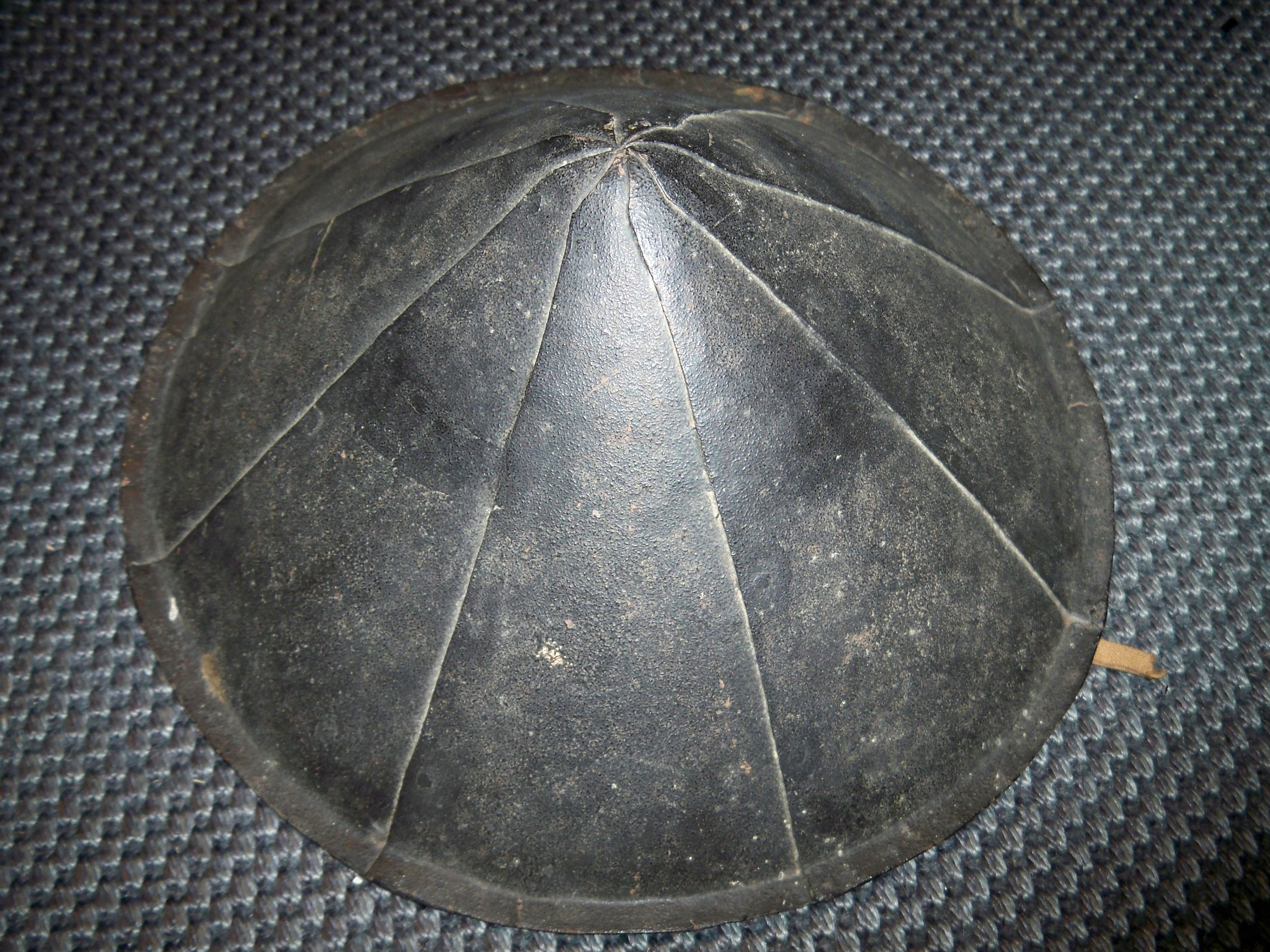
Período Edo: jingasa de ferro; chapéu de ferro de oito placas unidas.